# Aeroportul Roscommon County – Blodgett Memorial
Aeroportul Roscommon County – Blodgett Memorial (IATA: HTL, ICAO: KHTL, FAA LID: HTL) este un aeroport din Michigan, Statele Unite ale Americii ce deservește zona Houghton Lake⁠(d).
Situat la o altitudine de 351 m, aeroportul dispune de 2 piste.

## Infrastructură

### Piste
Aeroportul dispune de 2 piste. Pista 09/27 are suprafața de asfalt și dimensiunile 4.000 picioare × 75 picioare. Pista 18/36 are suprafața de Iarbă și dimensiunile 2.200 picioare × 100 picioare. 